# Scytalopus unicolor
Scytalopus unicolor là một loài chim trong họ Rhinocryptidae.